# Walter Witting
Walter Witting (* 24. Juli 1879 in Kolberg); † 19. Februar 1947 im Speziallager Nr. 1 Mühlberg war ein Offizier, zuletzt Generalleutnant der deutschen Luftwaffe im Zweiten Weltkrieg.

## Frühe Jahre und Erster Weltkrieg
Witting trat am 7. September 1897 als Fahnenjunker dem Danziger Infanterie-Regiment Nr. 128 bei, wo er zunächst bis Ende März 1910 diente. Von hier wurde Witting am 1. Oktober 1906 zur Preußischen Kriegsakademie nach Berlin abkommandiert, die er bis zum 20. Juli 1909 besuchte. Danach war er vom 1. April 1910 bis Ende März 1914 im Großen Generalstab tätig. Im Anschluss hieran erfolgte Wittings Versetzung in den Generalstab des General-Inspekteurs des Militär-Verkehrswesens, wo er bis zum 1. August 1914 verblieb.
Während der ersten Jahre des Ersten Weltkrieges diente Witting bis Mitte März 1917 in verschiedenen Generalstäben: Vom 2. August 1914 bis 8. März 1915 im Generalstab des IX. Reserve-Korps, anschließend bis 8. Mai 1915 im Generalstab der 7. Division sowie vom 9. Mai 1915 bis 24. November 1916 im Generalstab der 5. Armee. Sein letzter Einsatz erfolgte hierbei vom 25. November 1916 bis 19. März 1917 im Generalstab der Heeresgruppe Deutscher Kronprinz. Nach einer Erkrankung wurde Witting am 1. Juni 1917 zum Bevollmächtigten des Chefs des Feldeisenbahnwesens für Rumänien ernannt, dessen Quartier sich in Bukarest befand. Diese Position behielt er bis zum 11. April 1918. Nach dem Friedensvertrag von Brest-Litowsk im März 1918 war Witting vom 12. April 1918 bis Ende November 1918 zur besonderen Verwendung beim Chef des Nachrichtenwesens eingesetzt. Die letzten Kriegswochen kehrte Witting als Major zu seinem Stammregiment, dem Infanterie-Regiment 118, zurück.

## Weimarer Republik
Von dort wurde er jedoch nur wenige Wochen später am 4. Dezember 1918 in das Abwicklungsamt des Großen Generalstabs versetzt, wo er bis zum 6. Januar 1919 eingesetzt war. Anschließend war er vom 7. Januar 1919 bis 10. November 1919 Generalstabsoffizier beim Gruppen-Kommando I sowie in selbiger Position vom 11. November 1919 bis Ende März 1922 beim Wehrkreis-Kommando III. Am 31. März 1922 schied Witting aus dem aktiven Wehrdienst mit dem Charakter eines Oberstleutnants aus.

## Im Nationalsozialismus
Am 4. Mai 1934 wurde Witting reaktiviert und als E-Offizier (Ergänzungsoffizier) für die im Aufbau befindliche Luftwaffe eingesetzt. Hier fand er zunächst als Gruppenleiter für Wehrwirtschaft der Zentralen Rohstoffstelle im Reichsluftfahrtministerium (RLM) Verwendung. Diese Position behielt er bis Ende September 1937. Im Anschluss daran war er ab Oktober 1937 Vertreter des Inspekteurs der Wehrwirtschafts-Inspektion IV in Dresden. Am 1. November 1937 wurde er zum Inspekteur der Wehrwirtschafts-Inspektion IV ernannt.
Diese Dienststellung hatte er bis Ende September 1940 inne. Vom 1. Oktober 1940 bis Ende Januar 1941 war er Inspekteur für Rohstoffe im RLM sowie anschließend Offizier z. b. V. des RLM mit gleichzeitiger Abkommandierung zum Oberkommando der Wehrmacht im Wehrwirtschafts- und Rüstungsamt. Am 31. Mai 1943 schied Witting dort aus und ging in den Ruhestand.
Ab September 1940 war Witting als Lobbyist für den Flick-Konzern tätig.
Am 6. November 1945 wurde er von der sowjetischen Besatzungsmacht verhaftet und war bis zu seinem Tod 1947 im Speziallager Nr. 1 Mühlberg interniert.